# Normandische ezel
De Normandische ezel (Frans: Âne Normand) is een ezel van gemiddelde grootte met de typische ezelkenmerken.

## Geschiedenis
Dit ras is ontstaan in de regio Normandië in Frankrijk. In 1996 is deze ezel officieel als ras erkend. Daarvoor werden ze vooral gezien als kruisingen tussen andere ezelrassen, zoals de Catalaanse ezel en de Grand Noir du Berry.

## Exterieur
De Normandische ezel heeft een stokmaat tussen de 1.10 en de 1.25 meter. Hun kleur varieert van bruin tot muisgrijs. De onderbuik, de kringen om de ogen en de snuit zijn grijswit. Ze hebben geen strepen op de benen maar wel een aalstreep en een schouderkruis.

## Karakter
De Normandische ezel is een vriendelijke ezel die graag wil werken en zeer goed met kinderen kan omgaan.

## Gebruik
Vroeger werd deze ezel ingezet op boerderijen in Normandië om melk, graan, hooi, et cetera te vervoeren. Ook werden ze ingezet in badplaatsen. Tegenwoordig worden ze vaak gebruikt als attractie voor toeristen, of als lastdier op (toeristische) trektochten.